# Gissarbergen

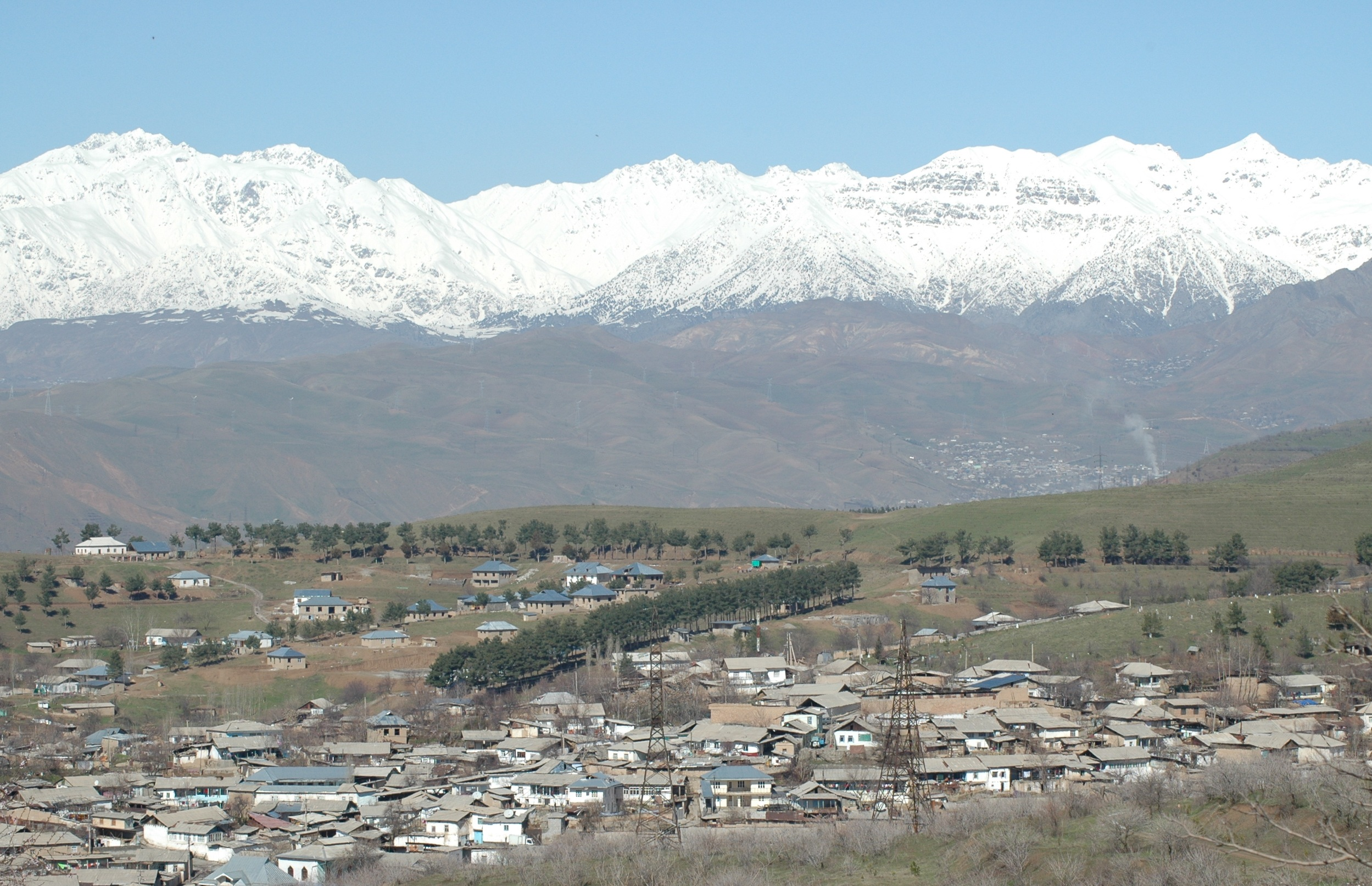
Gissarbergen med Dusjanbes utkanter i förgrunden.

Gissarbergen, Hissarbergen eller Hisorbergen är en centralsaiatisk bergskedja i västra delen av Gissaro-Alaj som sträcker sig ungefär 200 km i en öst-västlig riktning över gränsen mellan Tadzjikistan och Uzbekistan. Kedjan ligger söder om Zeravsjanbergen, i det tadzjikiska distriktet Hisor norr om Dusjanbe och når Uzbekistan i provinsen Surchondarjas norra spets. Uzbekistans högsta punkt (4643 m ö.h.) ligger på gränsen mellan länderna strax väster om Dusjanbe och var tidigare känd som "Kommunistpartietets 22:a kongress"  men heter numera Chazret Sultan (ryska: Хазрет Султан) eller Hazrat Sulton (Tadzjik: Ҳазрат Султон). Det finns flera toppar som är högre i Gissarbergens tadzjikiska del: Gaznok (Газнок) 4886 m ö.h., Belaja Piramida (Белая Пирамида) 4855 m ö.h., Chodzjalakan (Ходжалакан) 4764 m ö.h. och Zamin-Karor (Замин-Карор) 4762 m ö.h. I öster är Gissar- och Zeravsjanbergen två skilda kedjor, men längre västerut bryts de upp och gränserna blir otydliga. Flera bergsporrar sträcker sig mot sydväst och söder och når ner mot den afghanska gränsen (som Kugitangtau). På Gissarbergens nordsluttning, på 2175 meters höjd och på gränsen till Fanbergen, ligger den triangulära, 3.4 km2 stora och 72 m djupa sjön Iskanderkul som är ett populärt turistmål.